# ENTO Aberaman Athletic FC
ENTO Aberaman Athletic FC (tot 2004 simpelweg bekend als Aberaman Athletic) is een Welshe voetbalclub uit Aberaman.
De club werd in 1892 opgericht en sloot zich in 1919 aan bij de Southern League. In 1926 fusioneerde de club met Aberdare Athletic dat toen in de Football League Third Division South speelde. Het team van Aberdare Athletic speelde onder dezelfde naam verder terwijl het reserveteam als Aberdare & Aberaman Athletic in de Welsh League speelde. Het volgende seizoen werd de fusieclub uit de League gestemd en na één seizoen in de Southern League werd de fusie opgeheven. Aberaman werd opnieuw een zelfstandige club terwijl Aberdare gewoon ophield te bestaan. 
In 1945 werd Aberdare & Aberaman Athletic heropgericht maar ook dit keer duurde de fusie slechts twee jaar.